# Херсонська дивізія
Херсонська дивізія (Х.д. УНР) — з'єднання армії Української народної республіки під час, що діяло на території Херсонської губернії.

## Передісторія
У середині листопада 1918 року в Україні розгорнувся антигетьманський заколот на чолі з Директорією УНР. Заколот підтримали численні повстанські загони та війська Української держави, що перейшли на бік Директорії.
Повстанський отаман Григор'єв (центр його впливу перебував у с. Верблюжка Олександрійського повіту Херсонської губернії, скориставшись цією ситуацією, активізував свої дії. Невдоволення селян політичною та економічною діяльністю уряду Української держави було настільки сильним, що вони масово приєднувалися до Григор'єва, що, у свою чергу, дозволило йому швидко взяти під контроль більшу частину території Херсонської та Катеринославської губерній.

## Історія
На початку грудня 1918 року Григор'єв відбив у гетьманських військ повітове місто Олександрію (Олександрійський повіт Херсонської губернії) та повідомив Головного отамана військ УНР С. Петлюру про визнання Директорії УНР та підпорядкування їй своїх загонів. Незабаром, за рішенням Петлюри, повстанські загони Григор'єва стали іменуватися Херсонською дивізією та увійшли до складу Південної групи військ армії УНР під командуванням генерала О. Грекова. Дивізія на 80 % складалася з колишніх солдатів Російської імператорської армії (переважно селянського стану), добре навчених і які мають бойовий досвід Першої світової війни. При цьому, незважаючи на революційний підйом та ентузіазм повстанських загонів у боях, вони не мали чіткої політичної платформи, мети та стратегії і тому були вкрай нестійкими у морально-політичному відношенні, здатними підпадати під будь-який вплив.
Отримавши наказ оволодіти Миколаєвом, 10 грудня григор'ївці висунулися у напрямку міста і, розбивши невеликий німецький загін, захопили заміську станцію Водопій. Григор'єв пред'явив начальнику німецького гарнізону ультиматум, зажадавши скласти зброю. 13 грудня німецькі війська здали Миколаїв, і григорівці безперешкодно увійшли до міста. У місті утвердилося багатовладдя: отамана Григор'єва, міської думи та німецької солдатської Ради. На рейді Миколаєва стояли англійські військові кораблі, готові втрутитися у події.
25 грудня за наказом командування союзних військ Антанти німецькі частини, що залишалися у Миколаєві, вибили григорівців із міста. Їхні дії підтримувалися дружиною російських добровольців-офіцерів та артилерією англійського крейсера «Консарбері». 31 грудня Григор'єв знову з'явився біля Миколаєва, причому після чергового ультиматуму німецькі війська знову пустили григорівців до міста. У ці ж дні Григор'єв зайняв Знам'янку та Долинську (населені пункти Херсонської губернії).
1919 рік
На початку січня командування армії УНР доручило Григор'єву силами дивізії утримувати ділянку фронту в 120 км і провести наступ на Херсон, де тримали оборону частини Кримсько-Азовського корпусу Добровольчої армії.
10 січня, після завзятих десятиденних боїв із застосуванням артилерії, комендант Херсона полковник Зінкевич отримав від отамана Григор'єва ультимативну вимогу здати місто і через нечисленність обороняючих змушений був виконати його.
Внаслідок запеклих боїв григорівці захопили також Олешки, повітове місто Дніпровського повіту Таврійської губернії. Формально район Херсон-Миколаїв був оголошений територією УНР, але реальна влада перебувала в руках отамана Григор'єва, який встановив тут свою диктатуру. Відчувши себе великою політичною фігурою, Григор'єв зажадав від Директорії припинити будь-які переговори з країнами Антанти та розпочати проти інтервентів війну за Причорномор'я. Уряд Директорії призначив Григор'єва комісаром Олександрійського повіту Херсонської губернії та надав йому почесне звання «отамана повстанців Херсонщини та Таврії».
Тим часом командування французьких військ зажадало від військ УНР розблокувати район навколо Одеси та відійти на лінію Тираспіль — Бірзула — Вознесенськ — Миколаїв — Херсон, звільнивши для французьких військ військово-господарський плацдарм, здатний прогодувати півмільйонне населення Одеси та 50-тисячне угруповання Антанти. Директорія була змушена виконати цю вимогу як необхідну умову для початку переговорів про союз із Антантою.
21 січня, отримавши від Директорії згоду на розширення контрольованої зони, французькі та грецькі війська почали займати зазначені території, висаджуючи морські десанти та просуваючись залізницею у напрямку Херсона та Бірзули. У районі гирла Дніпра союзники поєдналися з військами білогвардійської Кримсько-Азовської армії, сформованої на базі Кримсько-Азовського корпусу. Поступки інтервентам з боку Директорії поставили отамана Григор'єва, який вважав себе одноосібним господарем району Миколаїв-Херсон, у складне становище і привели до його переходу на бік Червоної армії вже через тиждень після початку просування інтервентів на схід.
25 січня французькі, грецькі та англійські війська висадилися у Миколаєві, 29—30 січня — у Херсоні. Вступивши з ними у збройні сутички всупереч вказівкам Петлюри, Директорії, Ради міністрів УНР, Григор'єв фактично поставив себе поза армією УНР. Не маючи змоги самостійно протистояти настанню Антанти, Григор'єв вирішив перейти на бік Червоної армії.
1 лютого Григор'єв вступив у переговори із радянським командуванням, заявивши, що веде переговори від імені боротьбистського Центрревкому. Григор'єв заявив, що у його розпорядженні перебуває двадцять партизанських загонів, готових боротися з петлюрівцями, білогвардійцями, німцями та інтервентами. Отаман також мав телефонну розмову з командувачем радянського Українського фронту В. Антоновим-Овсієнком, виклавши свої умови укладання військового союзу з більшовиками. Українське радянське командування заявило, що в угоду з отаманом Григор'євим вона може вступити лише за умови беззаперечного визнання ним Радянської влади в Україні в особі уряду Радянської України та повного підпорядкування командуванню Червоної армії. У ході переговорів Григор'єв погодився підкоритися загальному командуванню, а також визнати Раду народних комісарів УРСР — тим самим він фактично зрікався боротьбистського Центрревкому.
2 лютого уряд Радянської України повідомив голову РНК РРФСР В. Леніну про приєднання загонів Григор'єва до Червоної армії.
У другій половині лютого особовий склад Херсонської дивізії армії УНР було переформовано за штатами Червоної армії до 1-ї бригади 1-ї Задніпровської Української радянської дивізії Українського фронту. Бригаді було поставлено завдання тримати фронт на північ від лінії Вознесенськ — Олешки — Нікополь — Апостолове — Кривий Ріг, стримуючи просування військ Антанти і не допускаючи їх об'єднання з російськими білогвардійцями, що наступали з Північної Таврії.
Після переходу дивізії Григор'єва на бік Червоної армії більшість військовослужбовців 6-ї піхотної дивізії 3-го Херсонського корпусу УНР опинилася на підконтрольній йому території і незабаром влилася до складу тепер уже «червоних» військ Григор'єва. Військовослужбовці, які побажали залишитися в армії УНР, йшли на захід.
У квітні 1919 року 1-ю Задніпровську бригаду було розгорнуто до 6-ї Української радянської стрілецької дивізії. На посаді комбрига, а потім начдива, залишався отаман Григор'єв, на посаді начальника штабу — отаман Ю. Тютюнник.

## Повне найменування
Херсонська повстанська дивізія.

## Підпорядкування
- Початок грудня 1918 року: Південна група військ армії Української Народної Республіки.

## Командування
- Начальник дивізії — отаман Н. Григор'єв (початок грудня 1918 — початок лютого 1919 р.)[1]

- Григор'єв Н. А. — штабс-капітан Російської імператорської армії, полковник армії Української Народної Республіки. У 1917—1918 — член Української партії соціалістів-революціонерів, пізніше — член Української партії соціалістів-революціонерів (боротьбистів). У 1918 — один із організаторів повстанської війни проти австро-німецьких військ та армії Української держави в Єлисаветградському повіті Херсонської губернії. З початку грудня 1918 року по січень 1919 року — начальник Херсонської дивізії УНР. З лютого 1919 — командир 1-ї Задніпровської бригади 1-ї Задніпровської Української радянської дивізії; з квітня 1919 — почдив 6-ї Української радянської дивізії, в травні 1919 підняв повстання проти більшовицької влади в Україні. Після придушення повстання було вбито внаслідок конфлікту з керівництвом махновського руху.

## Склад
На початок грудня 1918:
- Управління дивізії
- 1-й піхотний полк[1]
- 2-й піхотний полк[1]
- 3-й піхотний полк[1]
- 4-й піхотний полк[1]
- Кінний полк[1]
- 1-а артбатарея польових гармат[1]
- 2-а артбатарея польових гармат[1]